# Gallia Christiana

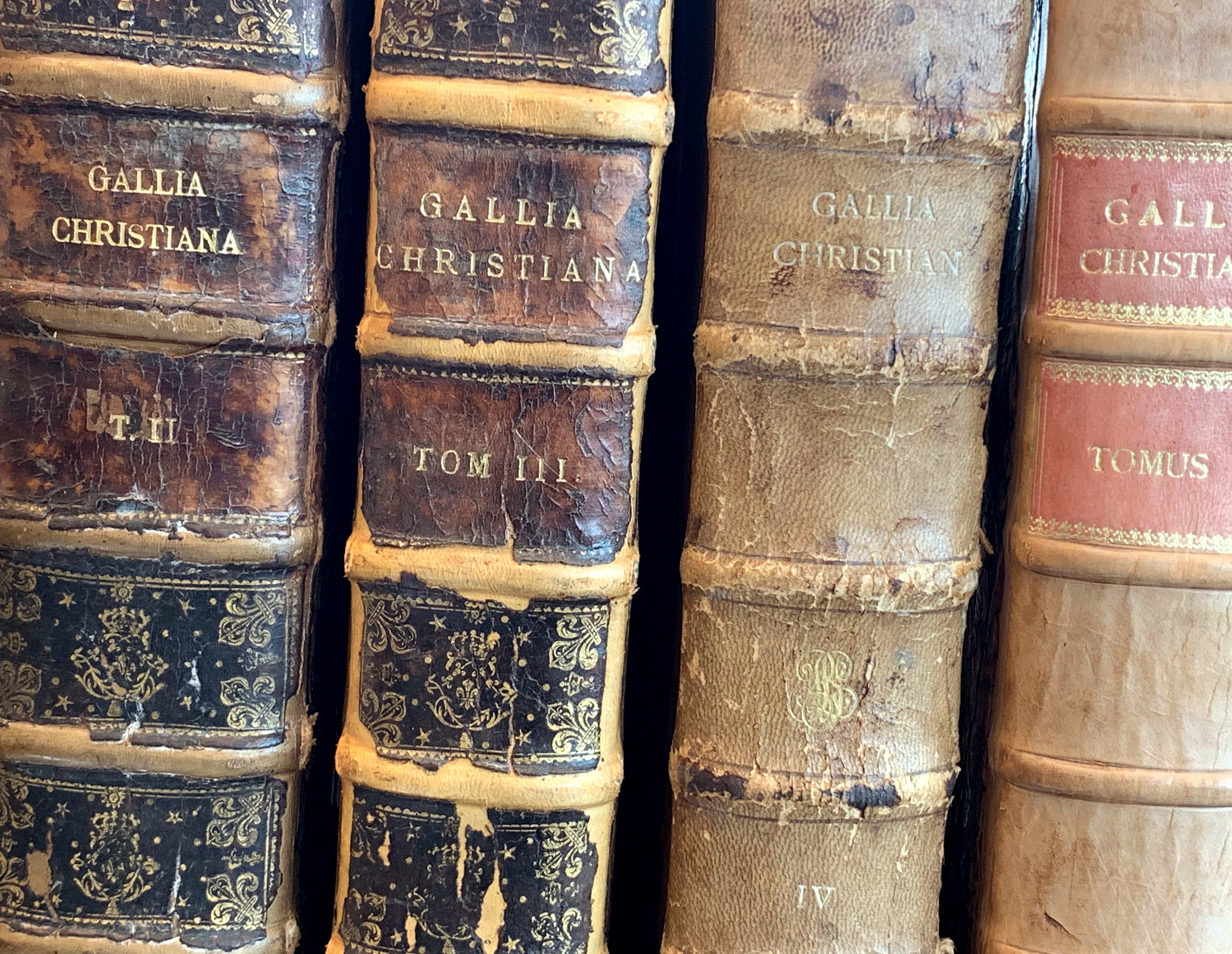
Exemplar der Stadtbibliothek Lyon

Die Gallia Christiana („Das christliche Gallien“) ist eine lateinische Enzyklopädie in 16 Bänden zur Geschichte der Römisch-katholischen Kirche in Frankreich; sie wurde in mehreren Ausgaben zwischen dem 17. und 19. Jahrhundert publiziert. Sie beinhaltet eine Geschichte fast aller französischen Diözesen und Abteien, ergänzt um biographische Listen der Bischöfe und Äbte. Da sie „Gallien“ am Rhein enden lässt, erfasst sie auch die linksrheinischen Gebiete Deutschlands, der Schweiz, Belgiens und der Niederlande.

## Die Samarthani
Im Jahr 1621 veröffentlichte Jean Chenu, Advokat im Parlement von Paris, das inhaltlich unvollständige Buch Archiepiscoporum et episcoporum Galliæ chronologica historia („Chronologische Geschichte der Erzbischöfe und Bischöfe Galliens“). Claude Robert, ein Priester aus Langres, publizierte 1626 mit Approbation des Kardinals Cesare Baronio eine erste Gallia Christiana.
Die Brüder Scévole (1571–1650) und Louis de Sainte-Marthe (1571–1656) – lat.: Samarthanus –, die 1620 zu königlichen Historiographen ernannt worden waren, hatten sowohl Chenu als auch Robert bei deren Arbeiten unterstützt. Auf der Assemblée du Clergé (Klerusversammlung) von 1626 wurden die Brüder nun von einigen Prälaten gebeten, das Werk auszubauen. Beide starben jedoch vor der Veröffentlichung, die 1656 durch Scévoles Söhne Pierre (1618–1690), selbst königlicher Historiograph, Abel (1620–1671), Theologe, und Nicolas-Charles (1623–1663) erfolgte unter dem Titel Gallia Christiana, qua series omnia archiepiscoporum, episcoporum et abbatum Franciæ vicinarumque ditionum ab origine ecclesiarum ad nostra tempora per quattor tomos deducitur, et probatur ex antiquæ fidei manuscriptis Vaticani, regnum, principum tabulariis omnium Galliæ cathedralium et abbatarium („Das christliche Gallien, in welcher die Abfolge aller Erzbischöfe, Bischöfe und Äbte Frankreichs und angrenzender Bezirke vom Anfang der Kirchen bis in unsere Zeit in vier Bänden ausgeführt und belegt wird aus Handschriften von alter Glaubwürdigkeit des Vatikans, der Könige und Fürsten und aus den Urkundensammlungen aller Kathedralen und Abteien Galliens“): vier Bände, davon der erste für die Erzbistümer, der zweite und der dritte für die Bistümer sowie der vierte für die Klöster. Bereits bei diesem Werk wurde eine korrigierte und erweiterte Neuausgabe angekündigt, die aber nie erschien.

## Die Mauriner
Im Jahr 1710 bot die Assemblée du Clergé dem Mauriner Denis de Sainte-Marthe (1650–1725), 1000 Livres, damit er eine revidierte Ausgabe der Gallia Christiana zum Abschluss bringe. Der erste Band erschien 1715, der zweite 1720 und der dritte 1725. Da sichergestellt war, dass die Arbeiten nach dem Tode Denis de Saint-Marthes weitergeführt wurden, konnten zwei weitere Bände erscheinen (1728 und 1731), bevor der Streit um die päpstliche Bulle Unigenitus Dei filius die Autoren erreichte: Dom Félix Hodin und Dom Etienne Brice wurden vertrieben und konnten erst 1739 weiterarbeiten. In den Folgejahren erschienen die Bände 6 bis 13, und nun war es die Revolution, die den Abschluss des Werks verhinderte. Zwischen 1856 und 1865 wurden durch Jean-Barthélemy Hauréau noch einmal drei Bände veröffentlicht, und lediglich der letzte Band für die Kirchenprovinz Utrecht wurde nicht fertiggestellt (diese Lücke konnte 1891–1896 durch Gisbert Broms Bullarium Trajectense wenigstens bis zum Jahr 1378 geschlossen werden).

## Spätere Arbeiten
1774 veröffentlichte Abbé Hugues du Temps, Generalvikar von Bordeaux, einen Auszug aus der Gallia Christiana unter dem Titel Le clergé de France, von dem aber nur vier Bände erschienen. Um 1867 veröffentlichte der Historiker Honoré Fisquets (1818–1883) mit La France pontificale (Gallia christiana)…  eine französischsprachige Kirchengeschichte, in der er sich für die älteren Zeiten auf die Gallia Christiana stützte, die Beschreibung aber auch bis in moderne Zeiten fortführte; von diesem Werk erschienen 22 Bände.
Der Kanoniker Albanès schließlich plante eine vollständige Revision der Gallia Christiana. Er war einer der ersten Forscher, die die Vatikanische Apostolische Bibliothek aufsuchte, in der Hoffnung, vor allem für die Frühzeit Annahmen der bisherigen Autoren durch Dokumente zu ergänzen, starb aber bereits 1897 vor der Veröffentlichung des ersten Bandes. Die Auswertung seiner Notizen durch den Kanoniker Ulysse Chevalier führte dann zur Publikation von drei Bänden einer Gallia Christiana (novissima)  zu Arles, Aix und Marseille.

## Die einzelnen Bände
- Die Gallia Christiana des Claude Robert, Paris 1626

Die Gallia Christiana der Samarthani:
- Band 1, Band 2, Band 3, Band 4, Paris 1656
- Beilage: Karte der französischen Bistümer, 1656

Die Gallia Christiana der Mauriner:
Das Werk ist alphabetisch nach den Kirchenprovinzen sortiert:
- Band 1, 1715: Kirchenprovinzen Albi, Aix, Arles, Avignon und Auch
- Band 2, 1720: Kirchenprovinzen Bourges und Bordeaux
- Band 3, 1725: Kirchenprovinzen Cambrai, Cöln und Embrun
- Band 4, 1728: Kirchenprovinz Lyon
- Band 5, 1731: Kirchenprovinzen Mecheln und Mainz
- Band 6, 1739: Kirchenprovinz Narbonne
- Band 7, 1744: Kirchenprovinz Paris, erster Teil.
- Band 8, 1744: Kirchenprovinz Paris, zweiter Teil.
- Band 9, 1751: Kirchenprovinz Reims, erster Teil
- Band 10, 1751: Kirchenprovinz Reims, zweiter Teil
- Band 11, 1759: Kirchenprovinz Rouen
- Band 12, 1771: Kirchenprovinzen Sens und Tarentaise
- Band 13, 1785: Kirchenprovinzen Toulouse und Trier

Hauréaus Folgebände:
- Band 14, 1856: Kirchenprovinz Tours
- Band 15, 1860: Kirchenprovinz Besançon
- Band 16, 1865: Kirchenprovinz Vienne